# Алколу (Јужна Каролина)
Алколу (Јужна Каролина) (енгл. Alcolu) насељено је место без административног статуса у америчкој савезној држави Јужна Каролина.

## Демографија
По попису из 2010. године број становника је 429.
| Група             | 2000.    | 2010.       |
| Белци             | 0 (0,0%) | 190 (44,3%) |
| Афроамериканци    | 0 (0,0%) | 223 (52,0%) |
| Азијати           | 0 (0,0%) | 3 (0,7%)    |
| Хиспаноамериканци | 0 (0,0%) | 14 (3,3%)   |
| Укупно            | 0        | 429         |